# Philippe Charles de France
Titre
Duc d'Anjou
5 août 1668 – 10 juillet 1671
(2 ans, 11 mois et 5 jours)
Philippe Charles de France, duc d'Anjou, né le 5 août 1668 au château de Saint-Germain-en-Laye et mort le 10 juillet 1671 au château de Saint-Germain-en-Laye, est le cinquième enfant et second fils de Louis XIV et de son épouse, Marie-Thérèse.

## Biographie
Philippe Charles de France, né au château de Saint-Germain-en-Laye, est le second fils de Louis XIV ; il est nommé duc d'Anjou à sa naissance, titre antérieurement possédé par son oncle, Philippe d'Orléans, frère cadet de Louis XIV. Il est baptisé à la chapelle des Tuileries à Paris le 24 mars 1669 avec pour parrain l'empereur du Saint-Empire romain germanique Léopold Ier et pour marraine Marie-Anne d'Autriche, reine d'Espagne.
Par ordonnance du 19 décembre 1669, le roi crée un régiment à son nom : le régiment du duc d'Anjou.
En tant que fils cadet, Philippe n'est pas destiné à devenir dauphin, cependant on espérait qu'il hériterait de l'immense fortune de sa cousine issue de germain Anne-Marie-Louise d'Orléans, duchesse de Montpensier, qui n'avait pas d'enfant. D'après Nancy Mitford, la reine, sa mère, l'avait suggéré à plusieurs reprises. Malheureusement, le duc d'Anjou meurt d'une infection de la poitrine à Saint-Germain-en-Laye, la même maladie qui avait emporté sa sœur aînée Anne-Élisabeth de France six ans avant sa naissance. Après sa mort, l'apanage du duché d'Anjou revint à la Couronne et est attribué à son frère cadet Louis-François de France. 
Philippe Charles est enterré le 12 juillet 1671 à la Basilique Saint-Denis et son cœur déposé à l'église Notre-Dame du Val-de-Grâce.
À la mort de la duchesse de Montpensier en 1693, sa fortune revint à la maison d'Orléans.

## Sources
1. ↑  L'Art de vérifier les dates - Tome VI (Rois de France/ page 329) - Édition 1818
2. ↑  Archives départementales des Yvelines - Saint-Germain-en-Laye (B 1656-1677 ; vue 165/431) - « Naissance de Monseigneur le Duc d'Anjou - Le 5 jour de Aoust 1668 sur huit heures 3 quarts du matin nasquit et vint au monde dans le chasteau viell de St Germain en Laye Monsieur Le Duc d'Anjou second fils de France et sa naissance suivie d'acclamation et réjouissance publique après le Te Deum chanté solennellement en l'Église paroissialle dudit lieu en acte de graces à Dieu… » (acte retranscrit en partie)

- niniss, « Philippe, fils de Louis XIV », sur canalblog.com, L'envers de l'Histoire, 24 juin 2006 (consulté le 17 octobre 2023)